# Liste des aéroports en Corée du Nord

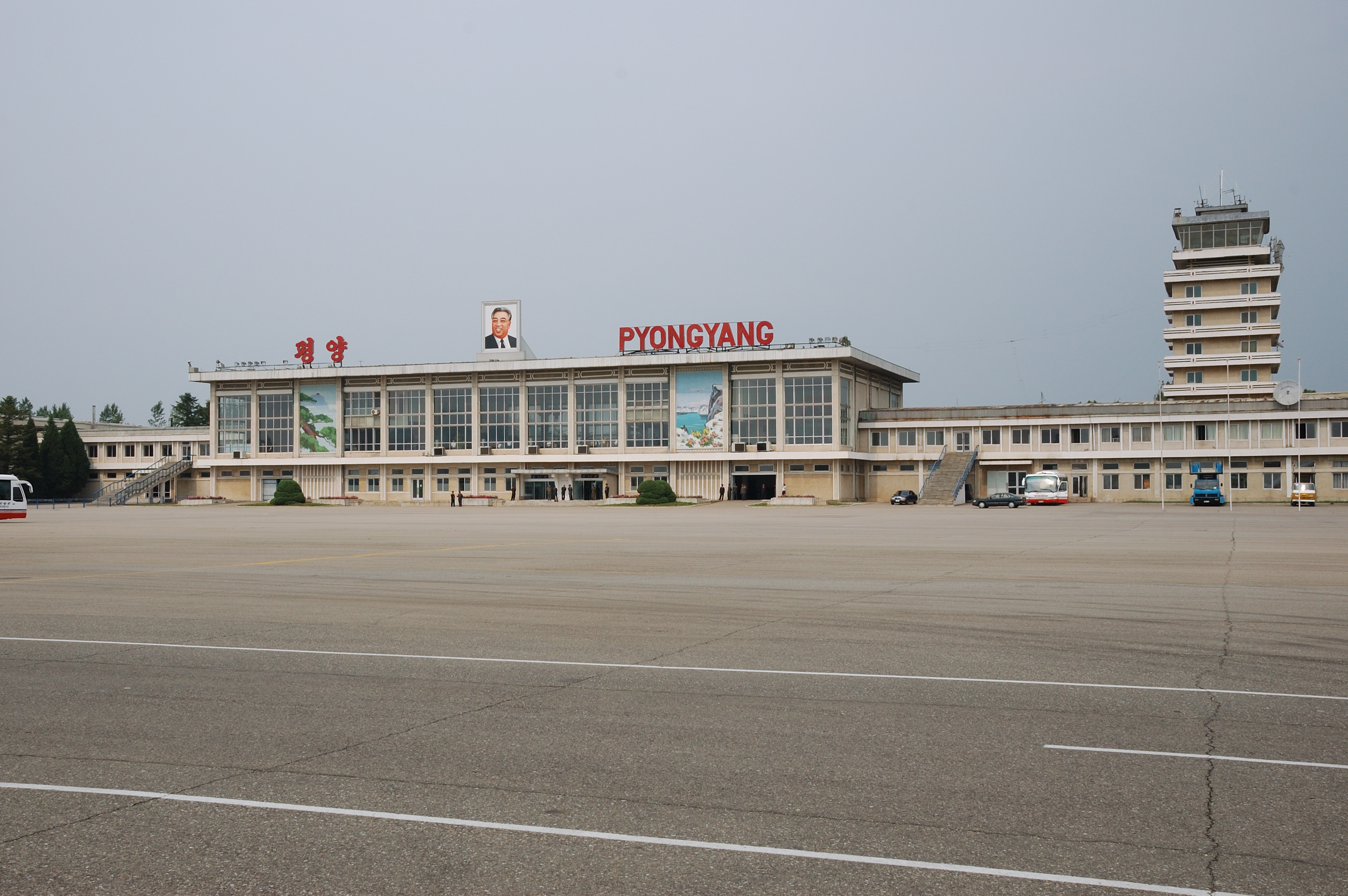
Bâtiment de l'aéroport de PyongYang.

La Corée du Nord possèderait 78 aérodromes utilisables, bien que le secret de l'État rende difficile de déterminer avec certitude leur nombre et leur condition.
La compagnie nationale, Air Koryo, a adhéré à l’Association internationale du transport aérien (IATA) à la fin des années 90 et la Corée du Nord a dévoilé un programme visant à moderniser plusieurs aéroports aux normes internationales. Toutefois, à l'exception de l'aéroport international de Pyongyang Sunan et de quelques-uns desservis de manière irrégulière par Air Koryo, l'aviation commerciale en Corée du Nord est pratiquement inexistante et la plupart des aérodromes semblent être utilisés à des fins militaires.

## Aéroports revêtus
| \| 100 km1:10 733 000 \| Wonsan Kaesong Chongjin Pyongyang Samjiyŏn Sŏndŏk Hamhung-Tŏksan Sinŭiju Haeju |
| 100 km1:10 733 000                                                                                      |

### Aéroports actifs
| Nom                             | Ville       | Code OACI | Code IATA | Type          |
| ------------------------------- | ----------- | --------- | --------- | ------------- |
| Aéroport international de Sunan | Pyongyang   | ZKPY      | FNJ       | International |
| Aéroport de Wonsan              | Wonsan      | ZKWS      | WOS       | Local         |
| Aéroport de Samjiyŏn            | Mont Paektu | ZKSE      | YJS       | Local         |
| Aéroport de Chongjin            | Chongjin    | ZKHM      | RGO       | Local         |
| Aéroport de Sondok              | Hamhung     | ZKSD      | DSO       | Local         |
| Aéroport de Uiju                | Sinuiju     | ZKUJ      | UJU       | Local         |

### Aéroports militaires
| Nom                              | Ville      | Code OACI | Code IATA | Type      |
| -------------------------------- | ---------- | --------- | --------- | --------- |
| Base aérienne de Changjin (en)   | Changjin   | —         | —         | Militaire |
| Aéroport de Hyon Ni              | Hoeyang    | —         | —         | Militaire |
| Aéroport de Kaechon (en)         | Kaechon    | —         | —         | Militaire |
| Aéroport de Kang Da Ri (en)      | Wonsan     | —         | —         | Militaire |
| Aéroport de Kangdong (en)        | Kangdong   | —         | —         | Militaire |
| Aéroport de Kuum Ni (en)         | Tongchon   | —         | —         | Militaire |
| Aéroport de Kyongsong Chuul (en) | Kyongsong  | —         | —         | Militaire |
| Aéroport de Mirim                | Mirim-dong | —         | —         | Militaire |
| Base aérienne de Onchon (en)     | Onchon     | —         | —         | Militaire |
| Aéroport de Panghyon (en)        | Kusong     | —         | —         | Militaire |
| Aéroport de Sonchon (en)         | Sonchon    | —         | —         | Militaire |
| Aéroport de Sungam Ni (en)       | Chongjin   | —         | —         | Militaire |
| Aéroport de Taechon (en)         | Taechon    | —         | —         | Militaire |
| Aéroport de Taetan (en)          | Taetan     | —         | —         | Militaire |
| Base aérienne de Tŏksan          | Hamhung    | —         | —         | Militaire |

## Bases aériennes
- Aérodrome de Hwangju : régiment de chasseurs équipé de 44 MiG-19
- Aéroport de Hwangsuwon (en) : régiment de chasseurs équipé de 44 MiG-21
- Aéroport de Riwon (en) : régiment de chasseurs équipé de 38 MiG-21
- Aéroport de Wonsan : régiment de chasseurs équipé de 72 MiG-19
- Aéroport de Koksan (en) : régiment de chasseurs équipé de 24 MiG-21
- Aéroport de Kwail : régiment de chasseurs équipé de 44 MiG-21
- Aéroport de Kwaksan : régiment de bombardiers équipé de 24 Il-28
- Aéroport de Chongjin : régiment de chasseurs équipé de 44 MiG-19
- Aéroport de Pukchang : régiment de chasseurs équipé de 36 SU-25 et de 24 MiG-29
- Aéroport de Sondok : régiment de bombardiers équipé de 24 Il-28
- Aéroport de Sunchon : régiment de chasseurs équipé de 46 MiG-23
- Aéroport de Tŏksan : régiment de bombardiers équipé de 24 Il-28
- Aérodrome de Yonpo : régiment équipé de An-2

## Aéroports non revêtus
- Aéroport de Chiktong (en)
- Aéroport de Chodo (en)
- Aéroport de Haeju
- Aéroport de Hoeyang Southeast (en)
- Aéroport de Hyesan
- Aéroport de Ichon (en)
- Aéroport de Ichon Northeast (en)
- Aéroport de Rihyon (en)
- Aéroport de Kuktong
- Aéroport de Kumgang (en)
- Aéroport de Maengsan (en)
- Aéroport de Manpo (en)
- Aéroport de Ongjin (en)
- Aéroport de Paegam (en)
- Aéroport de Pyongsul Li (en)
- Aéroport de Sinŭiju
- Aéroport de Sohung South (en)
- Aéroport de Taebukpo Ri (en)
- Aéroport de Taechon Northwest (en)
- Aéroport de Tanchon South (en)
- Aéroport de Toha Ri North (en)
- Aéroport de Unchon Up (en)

## Bandes d'autoroute
Ces aérodromes ne sont guère plus que des sections élargies d’autoroutes qui semblent être réservées à l’usage d’urgence ou de secours. Ils sont répertoriés comme "autoroute" ou "bande d'autoroute".
- Ayang Ni
- Changyon
- Chasan
- Kang Da Ri
- Kilchu
- Kojo
- Koksan South
- Koksan South 2
- Nuchon Ni
- Okpyong Ni
- Panghyon South
- Panghyon South 2
- Pyong Ni South
- Sangwon
- Sangwon Ni
- Seanchan
- Singye
- Sinhung
- Sunan-Up
- Wong Yo Ri
- Yong Hung

## Autres
- Héliport de Pyongyang (en), avec apparemment le code OACI ZKKK, situé à 39° 02′ 57″ N, 125° 48′ 19″ E[4]